# Sekretna Wiewiórka
Sekretna Wiewiórka – amerykański serial animowany nadawany w latach 1965–1968, którego showrunnerami byli William Hanna i Joseph Barbera. Bohaterem serialu jest tytułowy tajny zwierzęcy agent, a sam serial parodiuje konwencję filmów szpiegowskich, szczególnie zaś filmy bondowskie.